# Познановец
Познановец је насељено место у саставу општине Бедековчина у Крапинско-загорској жупанији, Хрватска. До територијалне реорганизације у Хрватској налазио се у саставу старе општине Забок.

## Становништво
На попису становништва 2011. године, Познановец је имао 937 становника.

## Попис1991.
На попису становништва 1991. године, насељено место Познановец је имало 1.055 становника, следећег националног састава:
| Попис 1991.‍   | Попис 1991.‍  | Попис 1991.‍ | Попис 1991.‍ | Попис 1991.‍ |
| ------------- | ------------ | ----------- | ----------- | ----------- |
|               |              |             |             |             |
| Хрвати        | Хрвати       |             | 1.020       | 96,68%      |
| Југословени   | Југословени  |             | 1           | 0,09%       |
| Муслимани     | Муслимани    |             | 1           | 0,09%       |
| Пољаци        | Пољаци       |             | 1           | 0,09%       |
| неопредељени  | неопредељени |             | 3           | 0,28%       |
| непознато     | непознато    |             | 29          | 2,74%       |
| укупно: 1.055 |              |             |             |             |